# Mensfelden
Mensfelden ist einer von sieben Ortsteilen der Gemeinde Hünfelden im mittelhessischen Landkreis Limburg-Weilburg.

## Geographie
Mensfelden ist der westlichste Ortsteil Hünfeldens. Seine grob quadratisch geformte Gemarkung grenzt von Norden im Uhrzeigersinn an die Limburger Stadtteile Linter und Lindenholzhausen, im Osten an Niederbrechen und Nauheim sowie im Südosten an Heringen. Im Südwesten und Westen schließt sich rheinland-pfälzisches Gebiet mit den Ortsgemeinden Oberneisen und Niederneisen an. Die Ortschaft liegt auf dem Osthang des Mensfelder Kopfs (313,7 m) auf 210 bis 255 m Höhe.
Die Gemarkung besteht vor allem aus landwirtschaftlich genutzter Fläche, wobei sich südlich des Mensfelder Kopfs und um den weiter südlich gelegenen Birkenkopf kleinere Waldgebiete erstrecken. Das Gelände steigt zu diesen beiden Erhebungen in der Mitte und im Süden der Gemarkung sowie nach Osten zum Nauheimer Kopf (265,4 m) hin an. Damit liegt Mensfelden am Rande des Kirberger Hügellandes zum Übergang des Limburger Beckens. Weiter südwestlich geht das Kirberger Hügelland am Mensfelder Kopf langsam in die Hochflächen des westlichen Hintertaunus über. Östlich des Orts verläuft die Bundesstraße 417 von Nordost nach Südwest. Am Südrand der Gemarkung fließt der am Birkenkopf entspringende Mühlbach in West-Ost-Richtung.

## Geschichte

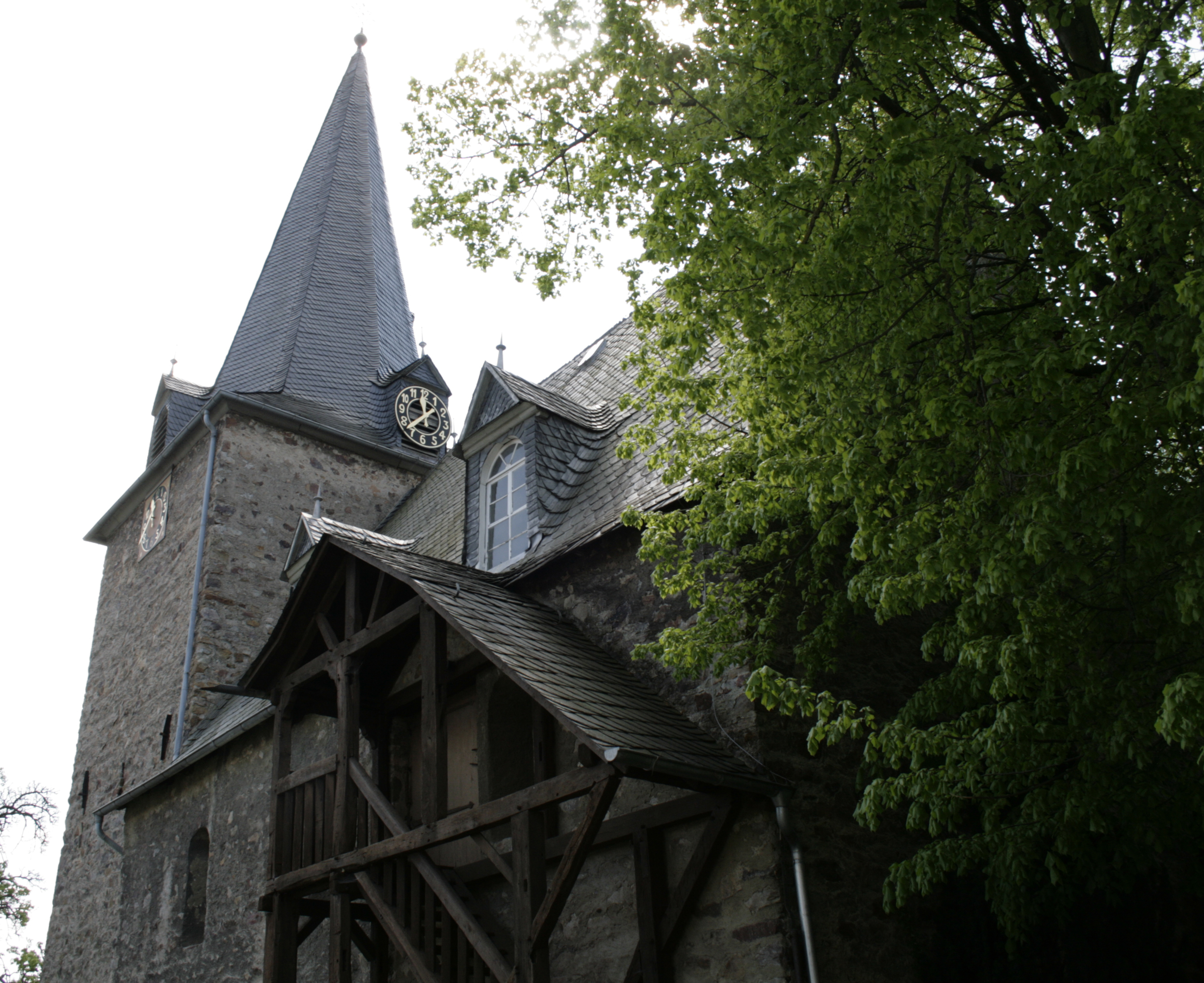
Nordseite der Kirche

Die älteste schriftliche Erwähnung von Mensfelden erfolgte unter dem Namen Mehnsvelden im Jahr 775 in einer Güterschenkung mit lehensherrlicher Einwilligung des Grafen von Sahn an das Kloster Dierstein.
Damit ist Mensfelden der älteste Ort in der Gemeinde.
Die Kirche ist das älteste Bauwerk im Ort. Für 1204 ist eine eigene Pfarrei Mensfelden verbürgt. Dies und der romanische Baustil lassen annehmen, dass die Kirche schon damals stand. Mit Sicherheit ist das Gebäude allerdings erst für 1301 nachgewiesen. Später wurde die Kirche um zwei weitere Emporen erweitert. Im Turm hängen drei Glocken, die älteste stammt aus dem Jahr 1431. Wann genau die Reformation durchgesetzt wurde, ist nicht bekannt. 1529 wurde dem Ort der reformierte Priester Jakob Königstein zugewiesen, der sich aber später dem nicht reformierten Stift Diez anschloss. Spätestens 1645 muss der Ort aber größtenteils evangelisch gewesen sein, was er bis heute ist. Kurz vor 1664 wurde der Turm, 1697 und 1783 das Gewölbe über dem Chorraum grundlegend erneuert. 1764 und 1768 wurden einige ältere Altäre aus dem Kirchenraum entfernt, um Platz zu schaffen. Das Kirchspiel Mensfelden umfasste neben dem Ort selbst noch die Nachbarorte Heringen (spätestens ab 1387 und bis 1818) und Linter (spätestens ab 1433). Noch heute bilden Mensfelden und Linter eine gemeinsame evangelische Pfarrei.
Ein Schuldiener ist für 1611 verbürgt, ein eigenes Schulgebäude aber erst für 1620. Es befand sich vermutlich am Westgiebel der Kirche. 1704 wurde es erneuert, 1825 abgerissen und bis 1831 eine neue Schule an der Stelle des alten Pfarrhauses gebaut. Bis 1665 wurden dort auch die Kinder aus Heringen und bis 1725 aus Linter unterrichtet.
Die Landesherrschaft über den Ort war meist stark zersplittert. So hatten unter anderem die Grafen von Diez, die Herren von Limburg, Kurtrier, verschiedene nassauische Linien und eine Reihe weiterer adliger Familien Anteile an der Siedlung sowie an dem dort ansässigen niederen Gericht. Gerichtsort war eine Linde am Kirchhof. 1595 wurde ein zugehöriges Gefängnis errichtet.
Ein Amtmann ist für Mensfelden erstmals 1343 verbürgt. In den folgenden Jahrhunderten gab es wegen der zersplitterten Herrschaft parallel zahlreiche Amtleute und Schultheiße der verschiedenen Herren. Ein Vertreter der Einwohner durch einen Heimberger ist ab 1493 nachweisbar. Um 1600 übernahm ein Bürgermeister diese Funktion. Für 1586 ist ein Rathaus verbürgt. Mehrfach wird die vergleichsweise große Siedlung in alten Dokumenten als Flecken bezeichnet. Zeitweise besaß der Ort wohl eine Einfriedung. Zumindest im frühen 18. Jahrhundert befand sich ein Wachthaus auf dem Mensfelder Kopf. Reste einer Burg, auf die ein Gemarkungsname östlich des Hügels hinweist, wurden bis heute nicht gefunden.
Im Jahr 1362 wurde der Ort von Ulrich III. von Hanau überfallen und teilweise niedergebrannt. Kurz vor 1530 sind zwei weitere Fälle von kriegerischer Brandstiftung und eine Brandschatzung überliefert. Der spanische Feldherr Ambrosio Spinola bezog während des Dreißigjährigen Krieges im August 1620 mit seinen Truppen auf dem Mensfelder Kopf ein Marschquartier. Im September rastete dort sein Gegner Friedrich Heinrich von Oranien. Am 16. September 1796 kam es auf der Erhebung zu einem Scharmützel zwischen französischen Truppen unter Jean-Baptiste Jourdan und Jean-Baptiste Bernadotte sowie österreichischen Einheiten. Die Österreicher trieben die Franzosen in Richtung Limburg davon, wo es kurz darauf zu einem größeren Gefecht kam, bei dem die Franzosen siegreich blieben.
In den Jahren 1744 und 1799 gab es große Feuersbrünste. 1801 brannte der Ort nahezu vollständig ab. Anschließend wurde Mensfelden nach den Plänen des nassau-oranischen Baudirektors Sckell wiederaufgebaut. Damit verschwanden auch die letzten Reste der zahlreichen Höfe von Adelsfamilien und kirchlichen Körperschaften, die das mittelalterliche Mensfelden bestimmt haben müssen. 1834 und 1836 wanderten rund hundert Mensfeldener nach Amerika aus.
Neben der üblichen Landwirtschaft wurde ab spätestens 1331 und bis ins frühe 17. Jahrhundert Weinbau betrieben. 1692 wurde ein Heilbrunnen entdeckt, der aber nach Streitigkeiten unter den Landesherren des Orts wieder zugeschüttet wurde. Den Mensfeldenern waren Mühlen in Oberneisen als Mahlorte zugewiesen.
Hessische Gebietsreform (1970–1977)
Zum 1. Oktober 1971 fusionierte Mensfelden im Zuge der Gebietsreform in Hessen mit sechs weiteren bis dahin selbständigen Gemeinden freiwillig zur neuen Gemeinde Hünfelden.
Für die ehemals eigenständigen Gemeinden von Hünfelden wurden Ortsbezirke mit Ortsbeirat und Ortsvorsteher nach der Hessischen Gemeindeordnung gebildet.
Verwaltungsgeschichte im Überblick
Die folgende Liste zeigt die Herrschaftsgebiete und Staaten, in denen Mensfelden lag, bzw. die Verwaltungseinheiten, denen es unterstand:
- vor 1650:  Heiliges Römisches Reich, Dorf Mensfelden (Grafen von Leinigen–Westerburg, Kurfürstentum Trier und Nassau-Saarbrücken)
- ab 1650: Heiliges Römisches Reich, Dorf Mensfelden (von Kaimt, Kurtrier und Nassau-Saarbrücken)
- ab 1728: Heiliges Römisches Reich, Kurtrier und Nassau-Usingen
- 1787: Heiliges Römisches Reich, Kurfürstentum Trier (5/6), Fürstentum Nassau-Usingen (1/6). Der trierische Anteil wird vom Amtmann in Camberg verwaltet
- ab 1790: Heiliges Römisches Reich, Kurfürstentum Trier (5/6), Fürstentum Nassau-Diez (1/6)
- ab 1803: Heiliges Römisches Reich, Gemeinschaftsbesitz der Fürstentümer Nassau-Usingen und Nassau-Oranien
- ab 1806: Herzogtum Nassau[Anm. 1], Dorf Mensfelden
- ab 1816: Herzogtum Nassau, Amt Limburg
- ab 1849: Herzogtum Nassau, Kreisamt Limburg[Anm. 2]
- ab 1854: Herzogtum Nassau, Amt Limburg
- ab 1867: Norddeutscher Bund[Anm. 3], Königreich Preußen, Provinz Hessen-Nassau, Regierungsbezirk Wiesbaden, Unterlahnkreis[Anm. 4]
- ab 1871: Deutsches Reich, Königreich Preußen, Provinz Hessen-Nassau, Regierungsbezirk Wiesbaden, Unterlahnkreis
- ab 1886: Deutsches Reich, Königreich Preußen, Provinz Hessen-Nassau, Regierungsbezirk Wiesbaden, Kreis Limburg
- ab 1918: Deutsches Reich, Freistaat Preußen, Provinz Hessen-Nassau, Regierungsbezirk Wiesbaden, Kreis Limburg
- ab 1944: Deutsches Reich, Freistaat Preußen, Provinz Nassau, Landkreis Limburg
- ab 1945: Amerikanische Besatzungszone, Groß-Hessen, Regierungsbezirk Wiesbaden, Landkreis Limburg
- ab 1946: Amerikanische Besatzungszone, Hessen, Regierungsbezirk Wiesbaden, Landkreis Limburg
- ab 1949: Bundesrepublik Deutschland, Hessen, Regierungsbezirk Wiesbaden, Landkreis Limburg
- ab 1968: Bundesrepublik Deutschland, Hessen, Regierungsbezirk Darmstadt, Landkreis Limburg
- ab 1971: Bundesrepublik Deutschland, Hessen, Regierungsbezirk Darmstadt, Landkreis Limburg, Gemeinde Hünfelden[Anm. 5]
- ab 1974: Bundesrepublik Deutschland, Hessen, Regierungsbezirk Darmstadt, Landkreis Limburg-Weilburg, Gemeinde Hünfelden
- ab 1981: Bundesrepublik Deutschland, Hessen, Regierungsbezirk Gießen, Landkreis Limburg-Weilburg, Gemeinde Hünfelden

## Bevölkerung
Einwohnerentwicklung
1619 sind in Mensfelden 86 Herdstätten verbürgt, 1654 53 Häuser, 1777 tausend Menschen. Eine Statistik von 1857 weist für Mensfelden 1065 Einwohner aus. 1972 hatte es 1100 Einwohner, im Jahr 2000 waren es 1362. Ein jüdischer Einwohner ist erstmals 1673 überliefert.
| Mensfelden: Einwohnerzahlen von 1777 bis 2019 | Mensfelden: Einwohnerzahlen von 1777 bis 2019 | Mensfelden: Einwohnerzahlen von 1777 bis 2019 | Mensfelden: Einwohnerzahlen von 1777 bis 2019 | Mensfelden: Einwohnerzahlen von 1777 bis 2019 |
| --- | --------------------------------------------- | --------------------------------------------- | --------------------------------------------- | --------------------------------------------- |
| Jahr |                                               |                                               |                                               | Einwohner                                     |
| 1777 | 1777                                          |                                               | 1.000                                         | 1.000                                         |
| 1834 | 1834                                          |                                               | 1.101                                         | 1.101                                         |
| 1840 | 1840                                          |                                               | 1.145                                         | 1.145                                         |
| 1846 | 1846                                          |                                               | 1.190                                         | 1.190                                         |
| 1852 | 1852                                          |                                               | 1.143                                         | 1.143                                         |
| 1858 | 1858                                          |                                               | 1.094                                         | 1.094                                         |
| 1864 | 1864                                          |                                               | 1.132                                         | 1.132                                         |
| 1871 | 1871                                          |                                               | 1.093                                         | 1.093                                         |
| 1875 | 1875                                          |                                               | 1.081                                         | 1.081                                         |
| 1885 | 1885                                          |                                               | 1.051                                         | 1.051                                         |
| 1895 | 1895                                          |                                               | 1.000                                         | 1.000                                         |
| 1905 | 1905                                          |                                               | 1.011                                         | 1.011                                         |
| 1910 | 1910                                          |                                               | 1.067                                         | 1.067                                         |
| 1925 | 1925                                          |                                               | 993                                           | 993                                           |
| 1939 | 1939                                          |                                               | 904                                           | 904                                           |
| 1946 | 1946                                          |                                               | 1.117                                         | 1.117                                         |
| 1950 | 1950                                          |                                               | 1.146                                         | 1.146                                         |
| 1956 | 1956                                          |                                               | 1.033                                         | 1.033                                         |
| 1961 | 1961                                          |                                               | 981                                           | 981                                           |
| 1967 | 1967                                          |                                               | 1.046                                         | 1.046                                         |
| 1980 | 1980                                          |                                               | ?                                             | ?                                             |
| 1990 | 1990                                          |                                               | ?                                             | ?                                             |
| 2003 | 2003                                          |                                               | 1.038                                         | 1.038                                         |
| 2011 | 2011                                          |                                               | 1.302                                         | 1.302                                         |
| 2019 | 2019                                          |                                               | 1.297                                         | 1.297                                         |
| Datenquelle: Historisches Gemeindeverzeichnis für Hessen: Die Bevölkerung der Gemeinden 1834 bis 1967. Wiesbaden: Hessisches Statistisches Landesamt, 1968. Weitere Quellen: LAGIS; nach 1970: Gemeinde Hünfelden Zensus 2011 |                                               |                                               |                                               |                                               |

Einwohnerstruktur 2011
Nach den Erhebungen des Zensus 2011 lebten am Stichtag dem 9. Mai 2011 in Mensfelden 1302 Einwohner. Darunter waren 30 (2,3 %) Ausländer.
Nach dem Lebensalter waren 219 Einwohner unter 18 Jahren, 522 zwischen 18 und 49, 276 zwischen 50 und 64 und 285 Einwohner waren älter.
Die Einwohner lebten in 555 Haushalten. Davon waren 147 Singlehaushalte, 198 Paare ohne Kinder und 159 Paare mit Kindern, sowie 42 Alleinerziehende und 12 Wohngemeinschaften. In 129 Haushalten lebten ausschließlich Senioren und in 357 Haushaltungen lebten keine Senioren.

## Kultur und Sehenswürdigkeiten

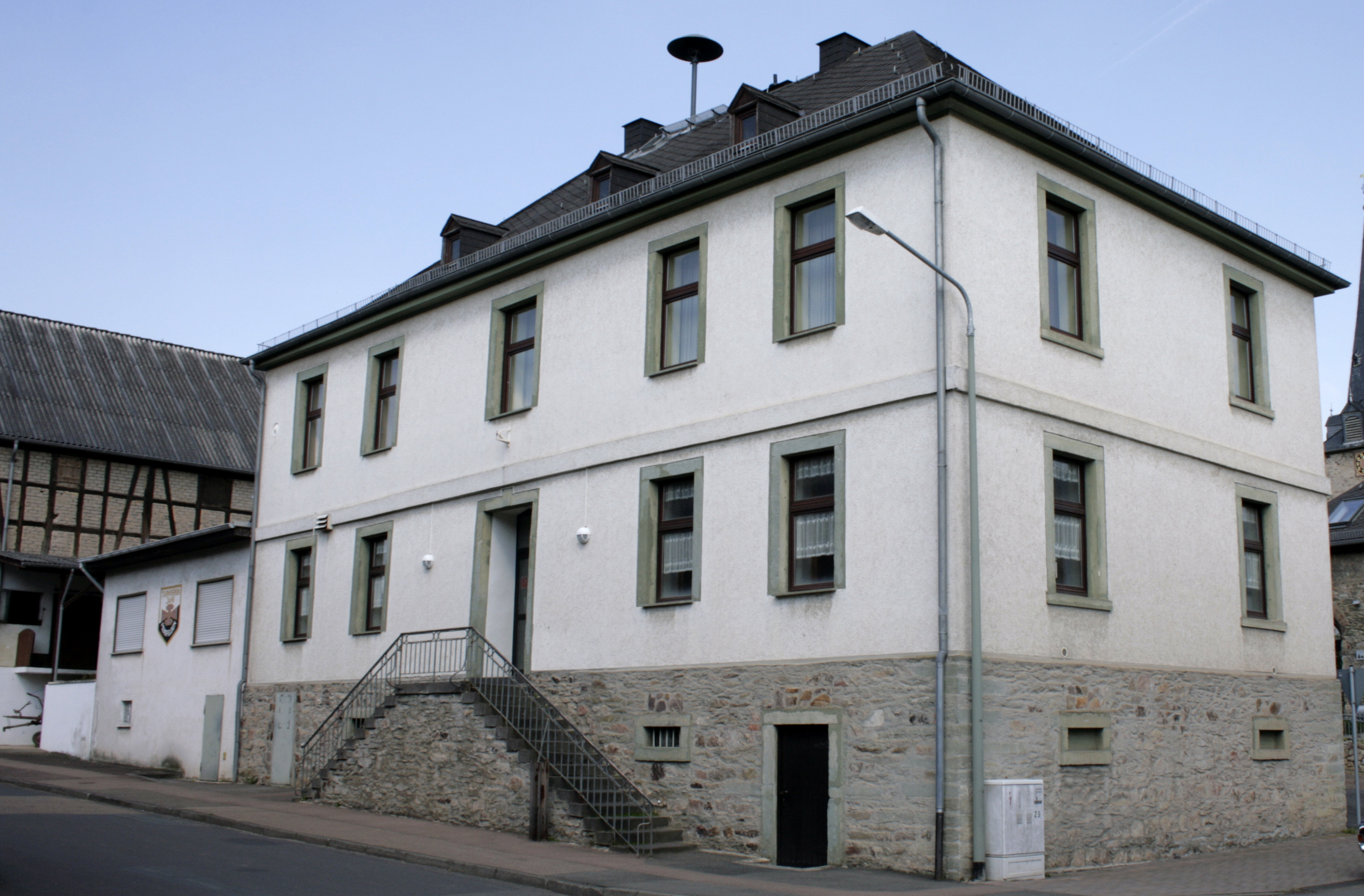
Ehemalige Schule, heute Vereins- und Gemeinschaftshaus

### Vereine
Der im Jahr 1837 gegründete Männergesangverein ist der älteste Mensfeldener Verein, hat inzwischen aber auch Frauen in seinen Reihen. Darüber hinaus gibt es einen Turn- und Sportverein (gegründet 1894) und den Turnverein Jahn, die 1935 gegründete Freiwillige Feuerwehr Mensfelden (seit dem 16. März 1993 mit Jugendfeuerwehr), einen Gartenbauverein sowie jeweils einen Ortsverband des VdK (gemeinsam mit Heringen) und der Landfrauen.

### Mensfelder Kopf
Die bekannteste Sehenswürdigkeit von Mensfelden ist der Mensfelder Kopf, eine 313,7 m hohe, mit Heidelandschaft bewachsene Quarzitkuppe westlich des Dorfs. Die Erhebung ist besonders wegen ihrer Aussicht insbesondere in das Limburger Becken bekannt. Auf ihr liegt ein Sportzentrum, wo seit 1896 jährlich das Bergturnfest Mensfelder Kopf stattfindet.

### Bauwerke

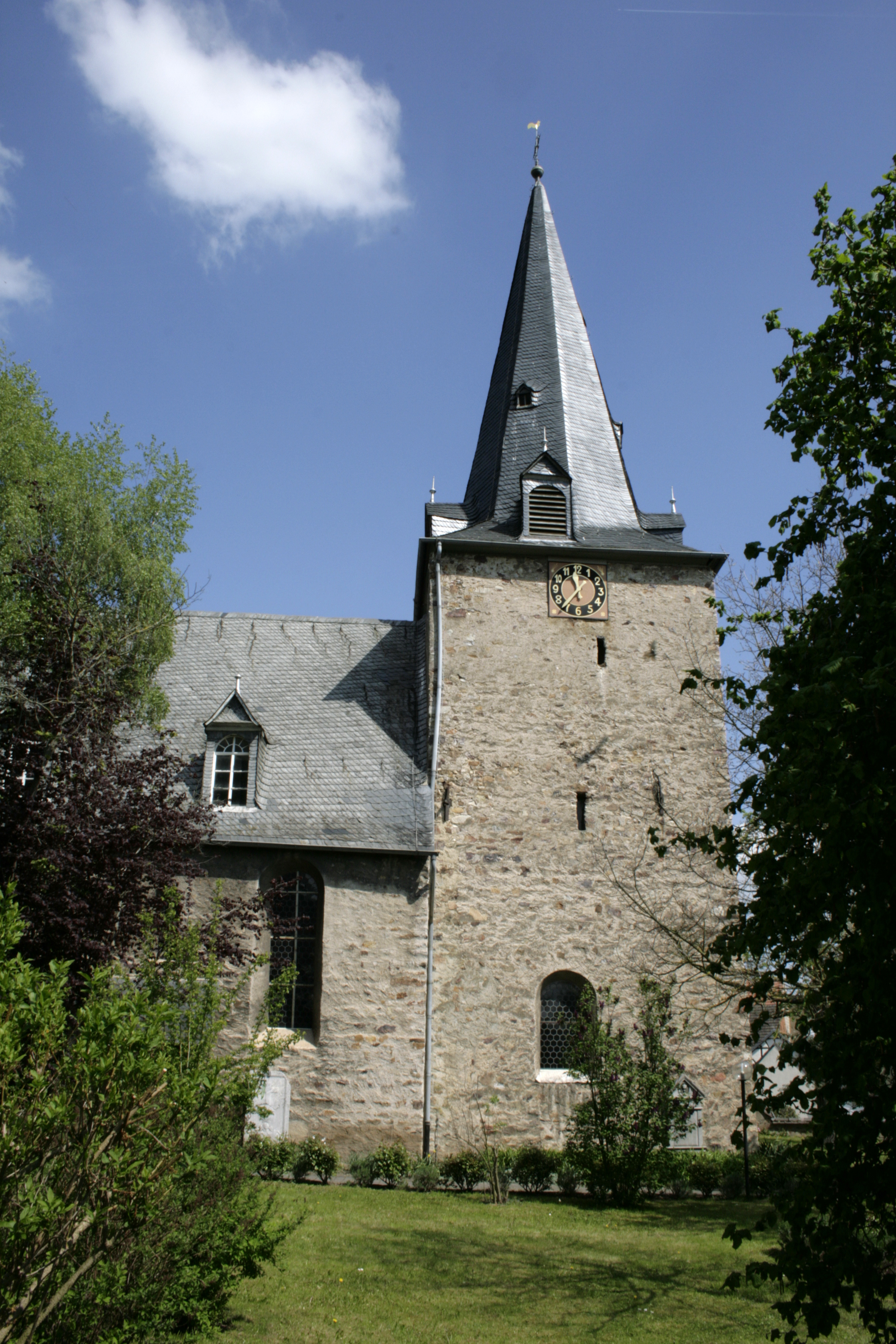
Kirchturm, von Süden gesehen
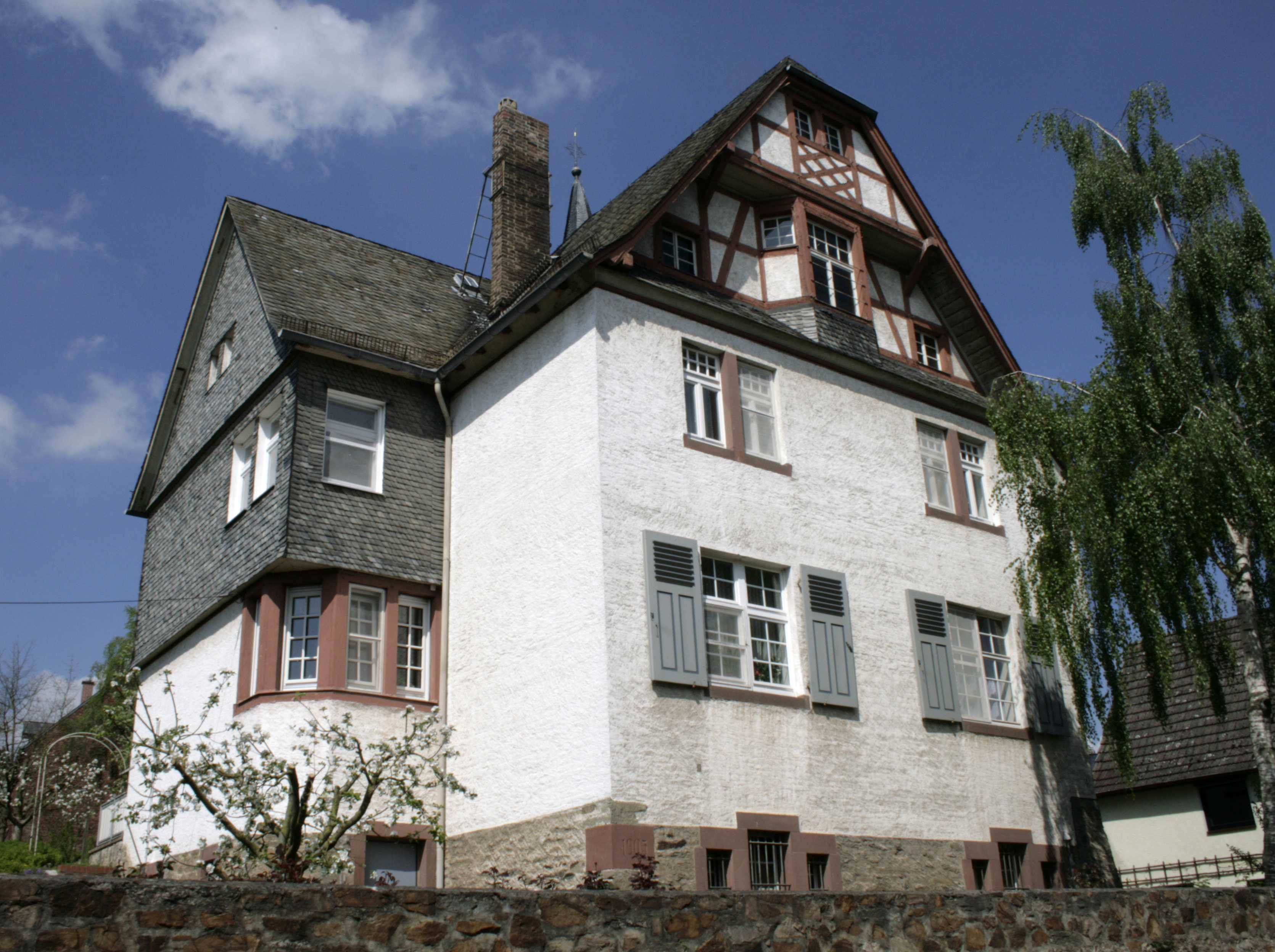
Evangelisches Pfarrhaus
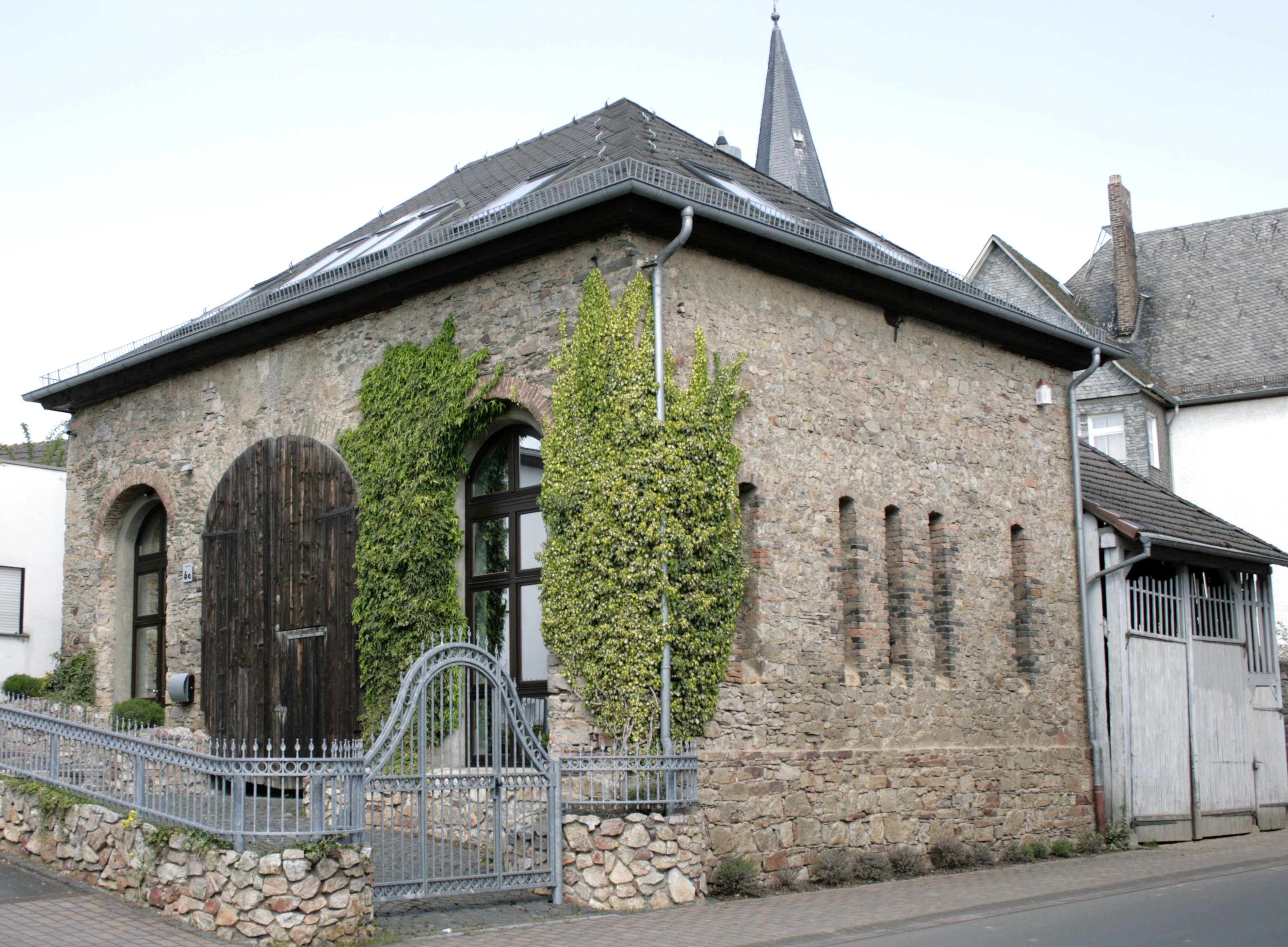
Modernisierte und umgebaute Scheune

## Wirtschaft und Infrastruktur

### Öffentliche Einrichtungen
In Mensfelden sorgt die Freiwillige Feuerwehr Mensfelden, gegr. 1935 (seit 16. März 1993 mit ihrer Jugendfeuerwehr) für den abwehrenden Brandschutz und die allgemeine Hilfe in diesem Ort.

### Wirtschaft
Der Birkenkopf ist durch eine Basaltgrube weitgehend abgetragen.

## Persönlichkeiten
- Karl Philipp Hehner (1809–1880), Mitglied der Frankfurter Nationalversammlung 1848/49